# Karl Isidor Beck
Pour les articles homonymes, voir Beck.
Karl Isidor Beck (né le 1er mai 1817 à Baja dans le Bács-Bodrog et décédé le 9 avril 1879 à Währing) est un journaliste, poète et écrivain autrichien.

## Biographie
Karl Isidor Beck est issu d'une famille juive. Il fréquente l'école de Baja avant de poursuivre sa formation à Budapest où sa famille déménage en 1829. En 1833, il étudie la médecine à l'université de Vienne, mais revient un an après à Budapest afin d'assister son père dans ses affaires.
En 1835, il entre à l'université de Leipzig et y étudie la philosophie. Gustav Kühne l'introduit auprès du mouvement Jeune-Allemagne. Il publie le poème Die Eisenbahn, le chemin de fer, qui le rend célèbre. Par la suite, il est proche de Georg Herwegh, Ottilie von Goethe et Nikolaus Lenau. Beck commence alors à écrire des poèmes critiques envers la société et la politique. Il entre également dans la Burschenschaft dite de la vielle Leipzig. En 1838, il publie son recueil de poèmes Nächte, gepanzerte Lieder, nuit chansons blindées, qui a un grand retentissement.
Il publie ensuite Stille Lieder, chansons calmes, en 1839, puis la pièce Saul, pilier, en 1840. Elle est représentée pour la première fois à Pest. En 1841 et 1842, il publie les deux tomes du roman en vers Jankó, der ungarische Roßhirt, Jankó, le berger des chevaux, où il décrit avec un ton très patriotique les paysages hongrois. En 1843, il se convertit au protestantisme et est embauché par le journal de Budapest Der Ungar, le hongrois. Il vit ensuite entre Berlin et Vienne et se lie entre autres à Anastasius Grün, Friedrich Halm, Friedrich Hebbel ou Franz von Dingelstedt.
La publication, en 1844, de son ouvrage Gesammelten Gedichte, recueil de poèmes,  le fait entrer en conflit avec la censure prussienne. Après procédure judiciaire, le tribunal autorise la parution du recueil mais avec le retrait de deux poèmes. En 1846 paraît Lieder vom armen Mann, chansons d'un homme pauvre. Il est influencé par Ludwig Börne et ses tendances socialistes. Friedrich Engels critique toutefois l'ouvrage.
Après l'éclatement de la révolution hongroise de 1848, Beck déménage à Vienne. À partir de 1854, il est rédacteur de la rubrique culturelle pour Pester Lloyd. En 1850, il se marie à Vienne. Sa femme décède après seulement quelques mois de mariage. Depuis la révolution, sa popularité a nettement diminué. Il reçoit cependant à partir de 1868 une bourse de la fondation Schiller. Il habite ensuite à Berlin et à Weimar. Là, le grand-duc Charles-Alexandre lui voue une grande admiration, et Beck peut voir régulièrement Franz Liszt. Il passe les dernières années de sa vie à Vienne. En 1876, il se remarie à la romancière Friederike Meister. Il travaille sur son ouvrage préféré : Meister Gottfried, mais ne peut faire aboutir ses recherches. Il est victime d'un accident vasculaire cérébral et souffre par la suite d'une encéphalite qui l'oblige à rester alité à Währing, où il décède.
Adolph Kohut hérite des droits sur son œuvre littéraire et publie en 1898 Ungedrucktes von Karl Beck, inédit de Karl Beck, dans Internationalen Literaturberichten.
Il est enterré au cimetière évangélique de Matzleinsdorf à Viennes. Sa tome se trouve dans le groupe 10 et porte le numéro 75. En 2001, on nomme une rue du quartier de Donaustadt Karl-Beck-Gasse.

## Poèmes
Son poème le plus connu aujourd'hui est An der Donau, sur le Danube, paru dans le recueil Stille Lieder :
An der Donau
| Und ich sah Dich reich an Schmerzen Und ich sah Dich jung und hold Wo die Treue wächst im Herzen Wie im Schacht das edle Gold, An der Donau, An der schönen, blauen Donau. | In den Sternen stand’s geschrieben Daß ich finden Dich gemußt Um auf ewig Dich zu lieben, Und ich las es mit zur Lust, An der Donau, An der schönen, blauen Donau. |

Même si ce n'est pas prouvable, il est probable que Johann Strauss l'avait lu quand il nomme une de ses valses Le Beau Danube bleu. Comme le dernier vers. Toutefois, le poète parle du Danube au sud de la Hongrie et non de celui coulant à Viennes.
Dans son recueil Liedern vom armen Mann, tout comme dans d'autres de ses ouvrages, Beck exprime la souffrance du peuple juif. Par exemple dans le poème Der Trödeljude, le juif brocanteur :
Der Trödeljude
| Du mußt ja schaffen, mußt erraffen, In steter Gier nach Gut und Geld; Sie gönnen Dir kein Handgewerke, Sie gönnen Dir kein Ackerfeld. Du darfst ja nicht zur Jugend sprechen Von eines Lehrers hohem Pfuhl; Kein Sternchen scheint dem wackern Busen, Der sich bewährt im Kampfgewühl. | Du bist kein Mann in Amt und Würden, Dein Eid ist matt, Dein Herz ist lau; Doch Gold, o Kind, das darfst Du geben für einen frommen Kirchenbau. Du darfst im Land die Kranken heilen, Den Bettlern reichen Brot und Wein Und darfst wie ich und Deine Brüder Ein schlechter Trödeljude sein. |

## Œuvre
- (de) Nächte, gepanzerte Lieder, Leipzig, 1838
- (de) Der fahrende Poet, Leipzig, 1838
- (de) Stille Lieder, Leipzig, 1840
- (de) Saul, Leipzig, 1841
- (de) Jankó, Leipzig, 1842
- (de) Gesammelte Gedichte, Berlin, 1844
- (de) Lieder vom armen Mann, Leipzig, 1846
- (de) Monatsrosen, Berlin, 1848
- (de) Gepanzerte Lieder, Berlin, 1848
- (de) An Franz Joseph, Viennes, 1849
- (de) Aus der Heimat, Dresde, 1852
- (de) Mater dolorosa, Berlin, 1854
- (de) Jadwiga, Leipzig, 1863
- (de) Still und bewegt, Berlin, 1870
- (de) Ungedrucktes von Karl Beck, Berlin, Internationale Literaturberichte, 1898